# Bandera de Sant Pau de Segúries
La bandera oficial de Sant Pau de Segúries té la següent descripció:
Bandera apaïsada de proporcions dos d'alt per tres de llarg, blanca, amb dos triangles rectes verds d'altura igual a 1/2 de la bandera posats al pal i al vol en l'extrem inferior del drap i tocats de la punta en l'extrem inferior de l'eix vertical central. Al mig una espasa vermella, d'altura de 7/9 i amb la fulla cap a dalt.
Va ser aprovada el 5 de juliol de 1994 i publicada en el DOGC el 20 de juliol del mateix any amb el número 1923.